# Harriet Monroe

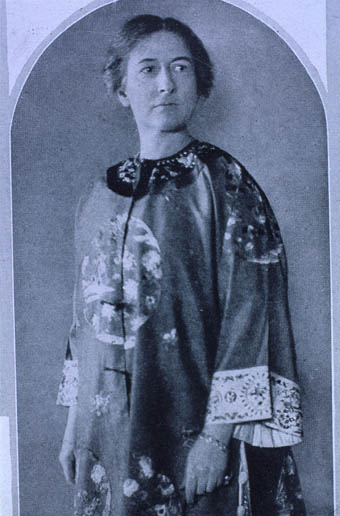
Harriet Monroe (1920)

Harriet Monroe (* 23. Dezember 1860 in Chicago; † 26. September 1936 in Arequipa, Peru) war eine US-amerikanische Dichterin und Literaturkritikerin.

## Leben
Harriet Monroe war zunächst selbst als Dichterin tätig und als solche 1892 Verfasserin der „Columbian Ode“, eines Gedichts zur World’s Columbian Exposition zum vierhundertsten Jahrestag der Entdeckung Amerikas durch Christoph Kolumbus.
1912 war sie Gründerin und Herausgeberin des Literaturmagazins Poetry, das in den folgenden Jahren einflussreich durch die Veröffentlichung von Werken von T. S. Eliot, Robert Frost, Vachel Lindsay, Ezra Pound und Wallace Stevens wurde. 1917 war sie Herausgeberin einer einflussreichen Anthologie zum free verse unter dem Titel „The New Poetry“.
Neben einer Sammlung ihrer eigenen Gedichte unter dem Titel „Chosen Poems“ (1935) wurde 1937 auch posthum ihre Autobiografie „A Poet’s Life“ veröffentlicht.